# أندي أليسون
أندي أليسون (بالإنجليزية: Andy Allison)‏ هو لاعب كرة قاعدة أمريكي، ولد في 1848، وتوفي في 21 مارس 1897 في بروكلين في الولايات المتحدة.

## وصلات خارجية
- أندي أليسون على موقعبيزبول رفرنس.كوم (الدوري الرئيسي) (الإنجليزية)